# Glems (Fluss)
Die Glems ist ein rechter Nebenfluss der Enz in Baden-Württemberg. Sie entspringt im Naturschutzgebiet Rotwildpark bei Stuttgart, das zum Glemswald im Stuttgarter Westen gehört. Sie durchfließt die Landkreise Böblingen und Ludwigsburg, teilt dabei das Strohgäu und mündet bei Unterriexingen in die Enz. Ihre Fließlänge beträgt 47 km; ihr Einzugsgebiet umfasst 196 km².

## Name
Der Name leitet sich vom germanischen *glam(i)- für 'schluchtartiger Einschnitt, Hohlweg' ab (vgl. mhd. glame 
für 'Geländevertiefung, Geländeeinschnitt'). Alternativ könnte er auch aus der Antike stammen und sich aus dem indogermanischen Wort *glom(a)/*glem(a) zu *Glamis(i)a entwickelt haben, womit der Name etwa „der Schlammige“ bedeuten würde.

## Geographie

### Verlauf
Das Quellgebiet der Glems liegt im Glemswald, im Süddeutschen Keuperbergland, auf einer Höhe von rund 460 m ü. NHN. Es gibt hier eine Talbildung und einen allerdings nur zeitweise wasserführenden Lauf. Der sogenannte Glemsbrunnen liegt weiter talabwärts in Richtung Südsüdosten, nämlich am Südende der Lichtung Glemswiese auf etwa 435 m Höhe.
Rund 300 m talabwärts durchfließt das junge Gewässer als kleiner Waldbach den etwa 12 a großen Glemsweiher und mündet anschließend in den Pfaffensee – einen der Stuttgarter Parkseen. Dieser See wurde 1566 durch Aufstauen der Glems angelegt, er leitet Wasser aus dem oberen Einzugsgebiet der Glems in den Nesenbach um. Im Westen schließt sich unterhalb der Neue See an, der über einen Grundablass kontinuierlich Wasser an das Gewässer abgibt. Bei hoher Füllung dieses Sees nach anhaltenden Niederschlägen gibt der Neue See dem Bach auch noch über einen Überlauf Wasser ab. Nach Unterquerung der Magstadter Straße tritt die Glems an den kleineren Eisseen wieder zu Tage. Hier mündet auch der von Süden kommende Katzenbach, der zur Wasserführung der Glems am Oberlauf spürbar beiträgt.
Die Glems folgt dann weiter in westlicher Richtung dem sogenannten Mahdental. Nach etwa 500 m verlässt sie in ihm an der kleinen Ansiedlung Glemstal das Stadtgebiet Stuttgarts und wechselt nach rund 4 km Lauf auf die Gemarkung Leonbergs und damit in den Landkreis Böblingen über. Südlich von Leonberg öffnet sich das vergleichsweise enge Mahdental unterhalb der Burgruine Glemseck zu einer weiten Ebene. Nach weiteren etwa fünf Kilometern, auf denen sie zuletzt die Stadt Leonberg im Süden zwischen dem Ortskern des Leonberger Stadtteils Eltingen und dem Gewerbegebiet Hertich durchquert, umfließt sie dann auf einer Höhe von rund 350 m den niedrigen Schopflochberg (Naturdenkmal und Vogelschutzgebiet) und wechselt dabei plötzlich zwischen den Leonberger Ortsteilen Silberberg und Gartenstadt von der westlichen in die nordöstliche Richtung. Diese 130°-Kehre wird Glemsknie genannt. Ab Höfingen hat sich die Glems tief und windungsreich in den hier anstehenden Oberen Muschelkalk eingegraben und dabei steile Talhänge geschaffen. Nach Übertritt in den Landkreis Ludwigsburg durchzieht die Glems die Markungen von Ditzingen, Hemmingen, Korntal-Münchingen, Schwieberdingen und Markgröningen und teilt dabei das Strohgäu in eine westliche und eine östliche Hochebene.
In Ditzingen, wo die Glems teilweise verdolt ist, ändert sie ihre Laufrichtung erneut und zieht nun in nördliche Richtungen. Das Tal ist hier trotz des Muschelkalkes zunächst recht flach und breit. Erst gegen Schwieberdingen zu, etwa ab dem Bergsporn mit der Ruine der Nippenburg, wird das Tal wieder deutlich enger und trägt teilweise auch wieder Hangwald.
Markante Steilhänge finden sich dann auf Markgröninger Markung, wo an mehreren Stellen rechts der Glems Felswände und steile Kalkmagerrasenhänge anstehen. An einigen sonnenexponierten Hanglagen wird noch Steillagen-Weinbau betrieben, vor allem am Mühlberg und am Talhäuser Berg. Viele der einst zahlreichen Weinberge sind allerdings dem Verfall preisgegeben. Im Gewann Kühlenbronnen zwischen der Unteren Mühle und der Papiermühle und im Gewann Guckenhäuser zwischen dem Gruppenklärwerk Talhausen und dem Hohberg befinden sich links bzw. rechts der Glems zwei Wüstungen. Der im Dreißigjährigen Krieg wüst gefallene Weiler Talhausen wurde im 18. Jahrhundert wiederbesiedelt. Die Reste der rechts oberhalb Talhausens liegenden Schlüsselburg wurden in den 1960er Jahren vollends beseitigt. Das seit 1973 zu Markgröningen gehörende Unterriexingen teilte die Glems einst in einen württembergischen und einen ortsherrschaftlichen Teil.
Ab Talhausen zählt das Glemstal zum großflächigen Landschaftsschutzgebiet Enztal zwischen dem Leinfelder Hof und Bietigheim-Bissingen und ist großteils als FFH-Gebiet zusätzlich geschützt. Nördlich von Unterriexingen mündet die Glems schließlich auf einer Höhe von 188 m in die Enz.

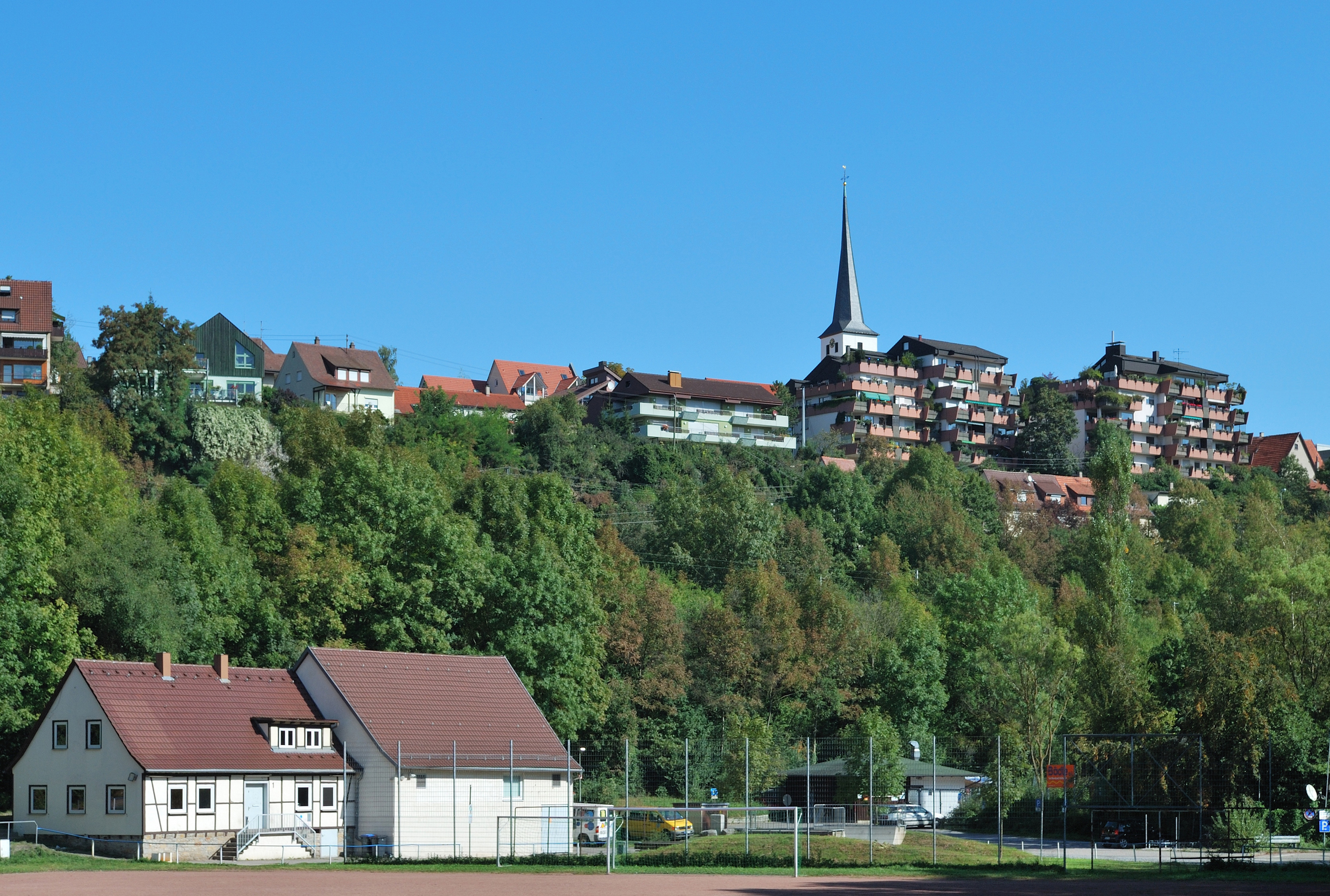
Höfingen links über dem Glemstal
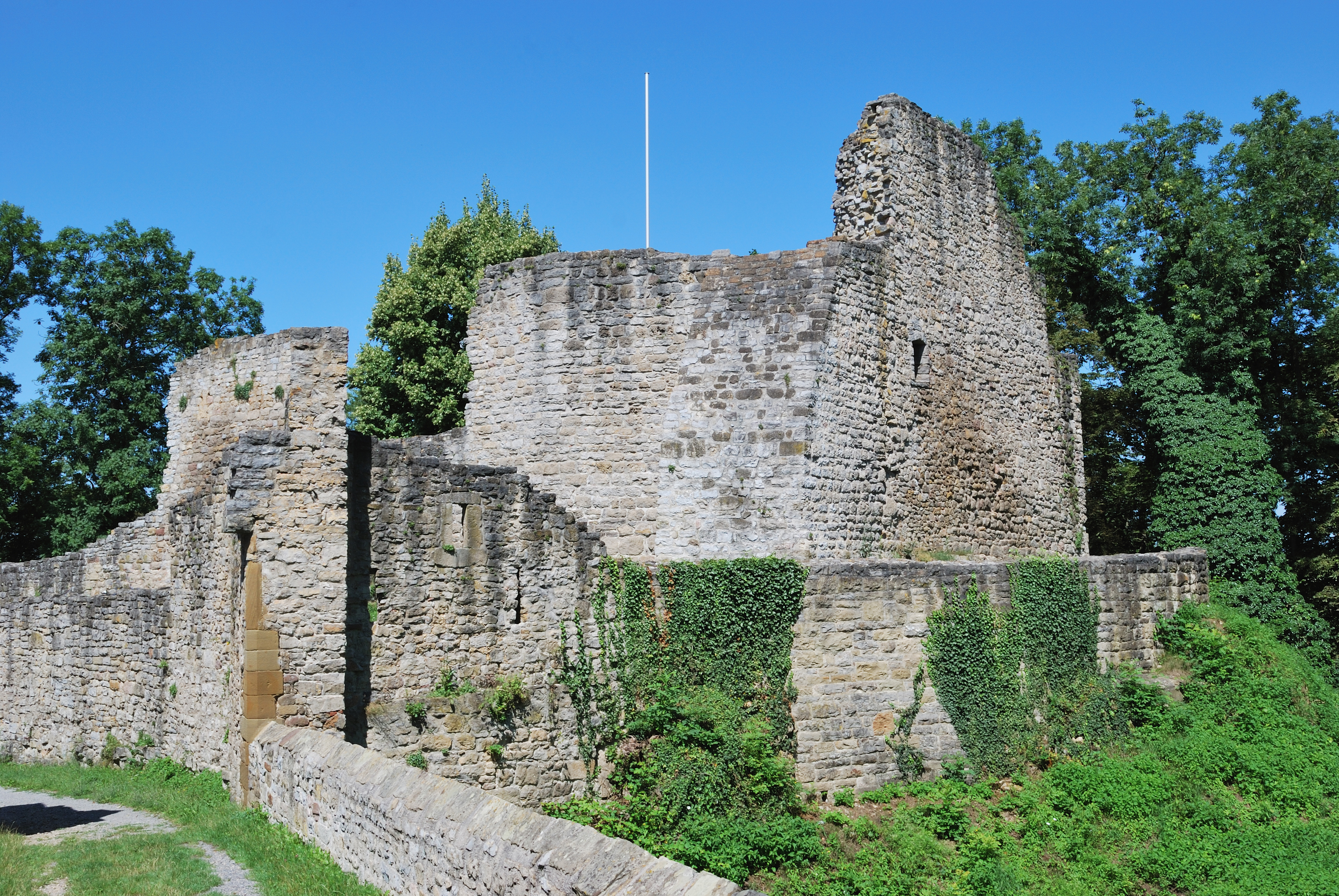
Ruine Nippenburg bei Schwieberdingen
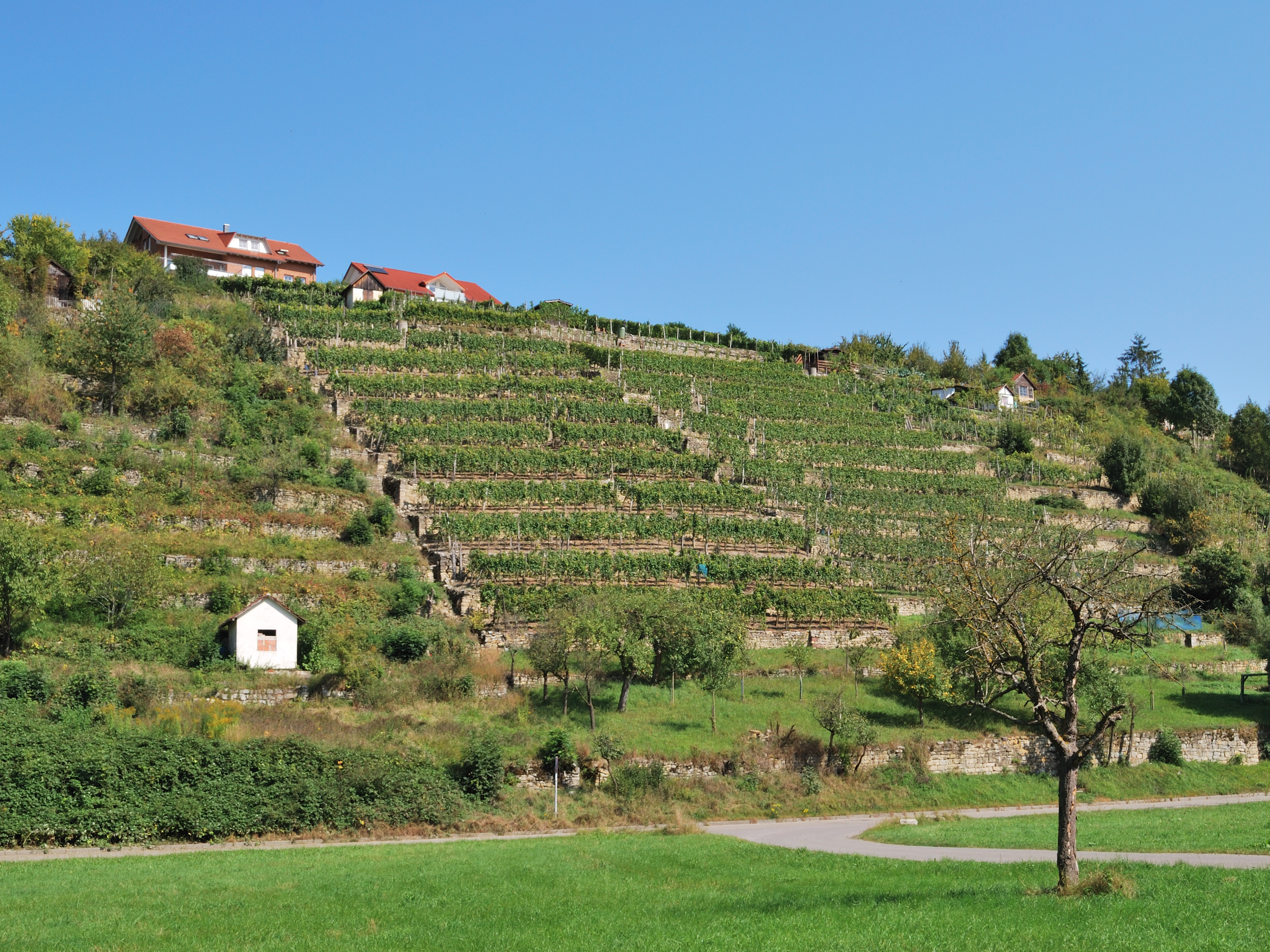
Weinberge am Markgröninger Mühlberg, rechts der Glems
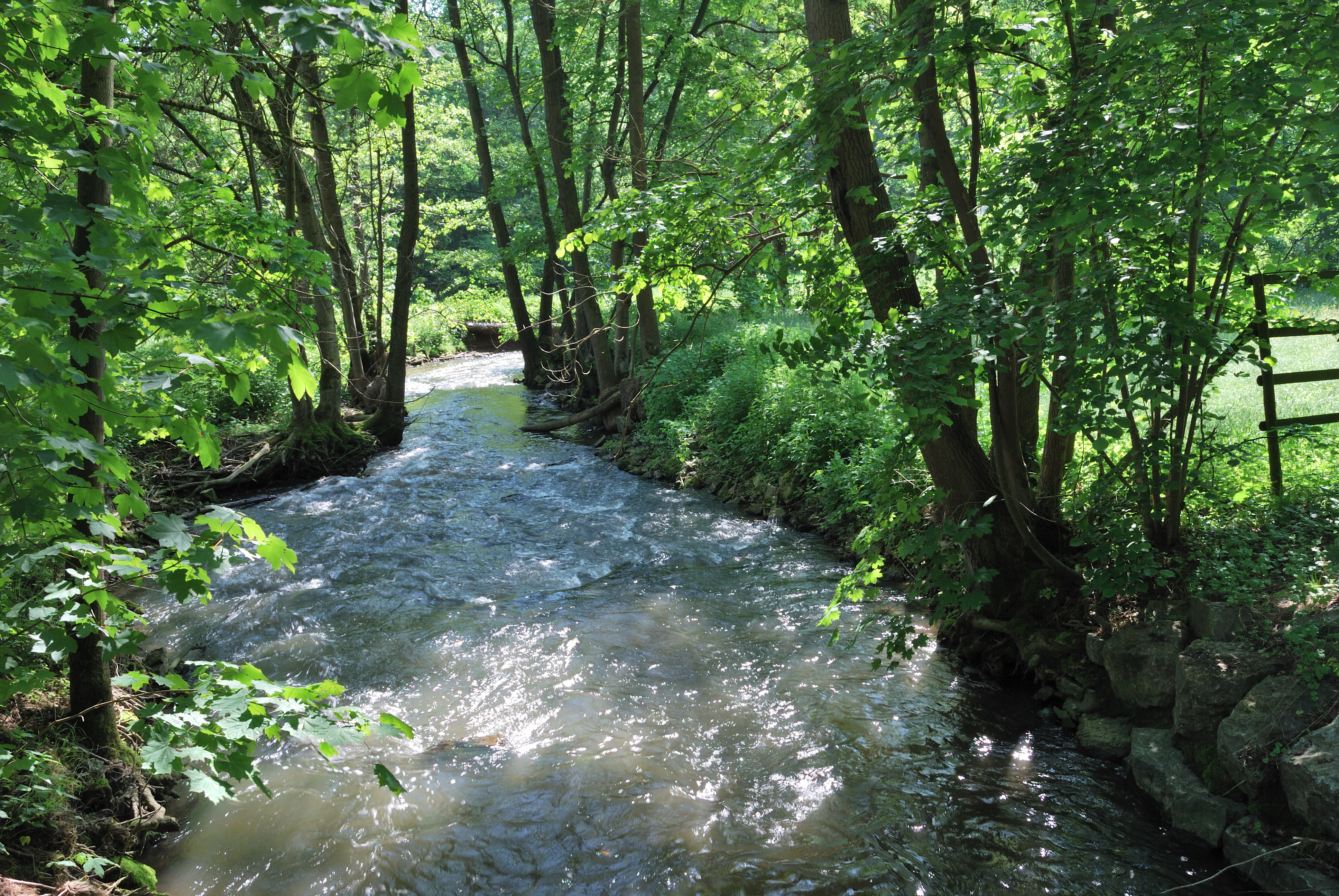
Unterlauf der Glems oberhalb Talhausens
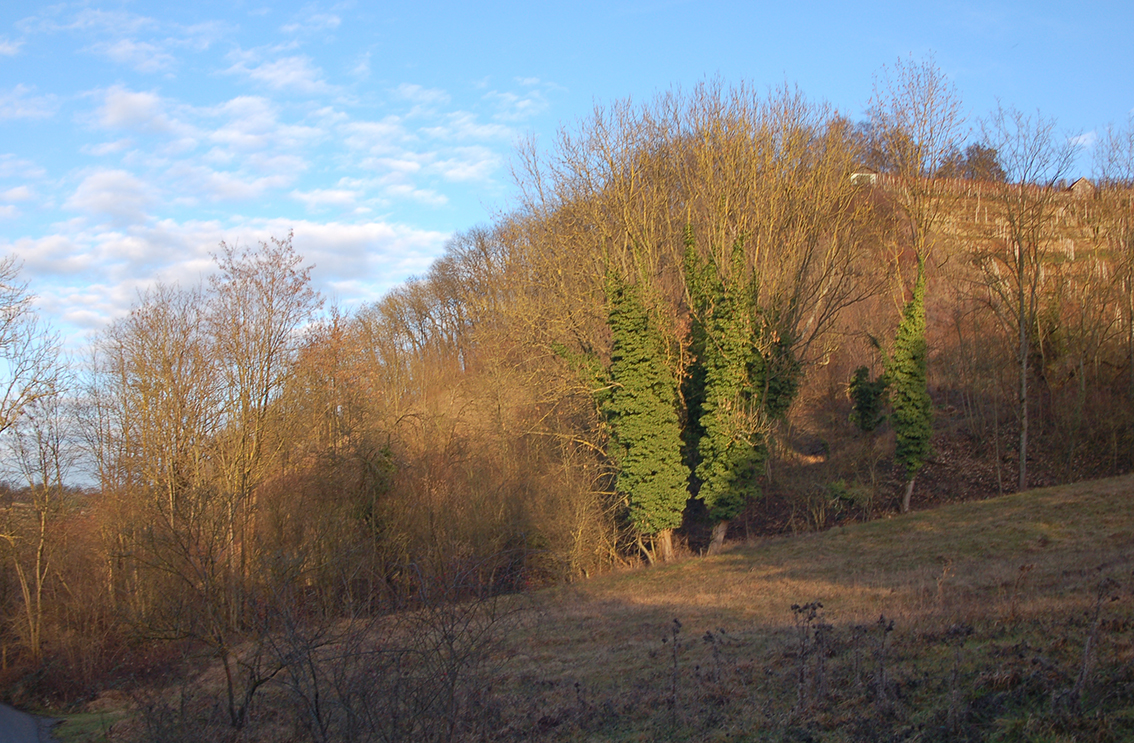
Bergsporn der Schlüsselburg von Süden

### Zuflüsse
- Bernhardsbach, von rechts nach Durchlaufen des Bärensees im Neuen See (siehe Stuttgarter Parkseen) ⊙, 3,7 km und 4,0 km²
- Katzenbach, von links nach dem Neuen See ⊙, 6,0 km auf der längsten Fließstrecke Steinbach – Katzenbach und 12,1 km²
- (Zulauf aus der Tauschklinge), von rechts nach dem Gerlinger Wohnplatz Glemstal ⊙, 0,9 km
- (Zulauf aus der Spitzklinge), von rechts vor dem Leonberger Wohnplatz Mahdental ⊙, 0,8 km
- Hedersbach, von links nach Mahdental ⊙, 1,3 km
- Krummbach aus dem Krummbachtal, von rechts gleich danach und noch vor dem Wohnplatz Glemseck ⊙, 3,7 km und 4,3 km²
- Elendbach, von links bei Glemseck ⊙, 0,8 km
- Rohrbach, von links nach Glemseck ⊙, 2,0 km
- Scharrhaldenbach, von links an der Anschlussstelle Leonberg der A 8 ⊙, 1,7 km
- Mühlgraben, von rechts beim Stadtteil Ramtel von Leonberg ⊙, 1,4 km
- Mollenbach, von links gegenüber dem Stadtteil Eltingen von Leonberg ⊙, mit dem längsten Oberlauf Tiefenbach 2,0 km
- Wasserbach, von links ins Glemsknie gegenüber dem Schopflochberg bei Leonberg ⊙, 4,5 km mit dem Oberlauf Eisengriffgraben und 15,1 km²
- Lohlenbach, von links am Kreisel des Wohngebiets Gartenstadt der Leonberger Kernstadt ⊙, 2,3 km und 3,0 km²
- Fockenbach, von links in den Mühlkanal zur Scheffelmühle ⊙, 3,3 km und 6,2 km²
- Tilghäuslesgraben, von rechts gegenüber dem Ostende des Stadtteils Höfingen von Leonberg ⊙, 0,7 km
- Lindenbach, am Unterlauf Lachengraben, von rechts in Ditzingen ⊙, 10,6 km und 28,6 km²
- Raunsgraben, von links am Nordrand von Ditzingen beim Umspannwerk ⊙, 3,9 km und 4,3 km²
- Döbach, von links unterhalb-gegenüber der Glemsmühle von Korntal-Münchingen ⊙, 5,1 km mit dem längeren rechten Oberlauf Aischbach und 16,7 km²
- Gaichelgraben, von links in deren Mühlkanal bei der Hagmühle von Hemmingen ⊙, 4,6 km und 6,5 km²
- Wannengraben, von links nahe der Schwieberdinger Stumpenmühle ⊙, 1,9 km und 1,3 km²
- Räuschelbach, von rechts im südlichen Schwieberdingen ⊙, 4,8 km und 16,1 km². Der deutlich einzugsgebietsärmere rechte Oberlauf Aischbach ist wenig länger als der Namensoberlauf
- Klingengraben, von links aus der Eichholzer Klinge beim Raisershaus bei Markgröningen ⊙, 5,1 km mit Oberlauf Wiesengraben und 8,2 km²
- (Bach vom Wettebrunnen), von rechts aus der Steigenklinge der Vaihinger Straße ⊙, ca. 0,7 km, ganz verdolt. Quellfassung am Wetteplatz in Markgröningen.[9]
- (Bach vom Kühlen Bronnen), von rechts vor der Markgröninger Papiermühle aus der Klinge südlich des Gewanns Sankt Johannser ⊙, ca. 0,7 km. Quelle am Nordwestrand der Stadt.

### Orte an der Glems
Orte am Ufer der Glems von der Quelle zur Mündung, mit kommunaler und Kreiszugehörigkeit:
- Kreisfreies Stuttgart
  - (unbesiedelt)
- Landkreis Ludwigsburg
  - Stadt Gerlingen
    - Glemstal (Wohnplatz, links)
- Landkreis Böblingen
  - Stadt Leonberg
    - Mahdental (Wohnplatz, rechts)
    - Glemseck (Wohnplatz)
    - Hinter Ehrenberg (Wohnplatz, rechter Hang)
    - Ramtel (Stadtteil, rechts)
    - Eltingen (Stadtteil)
    - Leonberg (zentraler Stadtteil, rechts)
    - Gartenstadt (Stadtteil, links)
    - Felsensägmühle (Wohnplatz, rechts)
    - Scheffelmühle (Wohnplatz, links)
    - Höfingen (Dorf, linker Hang)
    - Tilghäuslesmühle (Wohnplatz, links)
    - Glaunhalde (Wohnplatz, links)
- Landkreis Ludwigsburg
  - Stadt Ditzingen
    - Tonmühle (Wohnplatz, links)
    - Oberes Glemstal (Wohnplatz, links)
    - Ölberg (Wohnplatz)
    - Zechlesmühle (Wohnplatz, links)
    - Ditzingen (zentraler Stadtteil)
    - Maurenerberg (Wohnplatz, rechter Hang)
    - Ferbermühle (Wohnplatz, links)
    - Talmühle (Wohnplatz, links)

  - Stadt Korntal-Münchingen
    - Glemsmühle (Siedlungsplatz, rechts)

  - Gemeinde Hemmingen
    - Sägmühle (Wohnplatz, links)
    - Hagmühle (Wohnplatz, links)

  - Gemeinde Schwieberdingen
    - Schwieberdingen (Dorf, überwiegend rechts)
    - Neumühle (Wohnplatz, links)

  - Stadt Markgröningen
    - Raisershaus (Wohnplatz, links)
    - Obere Mühle (Wohnplatz, rechts)
    - Markgröningen (zentraler Stadtteil, rechter Hang)
    - Bruckmühle (Wohnplatz, links)
    - Unteres Schafhaus (Wohnplatz, am linken Hang über der Bruckmühle)
    - Spitalmühle (Wohnplatz, rechts)
    - Untere Mühle (Wohnplatz, links)
    - Papiermühle (Siedlungsplatz, rechts)
    - Talhausen (Weiler, links)
    - Unterriexingen (Dorf)

## Überschwemmungen

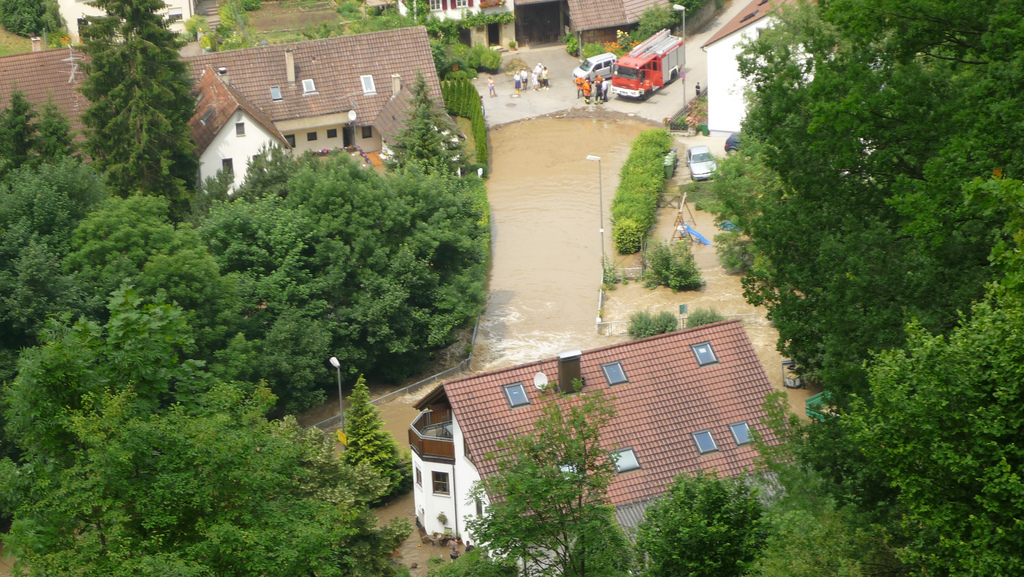
Hochwasser in Talhausen (2010)

Im 20. Jahrhundert traten an der Glems in regelmäßiger Wiederholung starke Überschwemmungen auf. Wie an zahllosen anderen mitteleuropäischen Fließgewässern wurde in den 1960er Jahren deshalb auch hier versucht, diese Überflutungen durch Gewässerregulierung zu bannen. Dass die vorgenommenen Verdolungen und Begradigungen das Hochwasserproblem nicht lösten, den ästhetischen und ökologischen Wert des Gewässers aber stark beeinträchtigten, wurde auch hier bald offenbar. Im Einzugsgebiet der Glems gibt es sehr wenig Wald, aber sehr viel an intensiv genutzter, oft auch noch drainierter Landwirtschaftsfläche. Ein sehr großer Anteil des Einzugsgebietes ist zudem versiegelt.
Am 4. Juli 2010 fielen bei einem Gewitter in kurzer Zeit zwischen 70 und 100 mm Niederschlag. In Ditzingen wurde die Kläranlage überflutet, wobei vermutlich ungereinigtes Abwasser in die Glems gelangte. Alleine in Schwieberdingen, wo das Wasser anderthalb Meter hoch auf der Straße stand, waren mindestens 200 Haushalte betroffen. Am Pegel Talhausen erreichte die Glems einen Abfluss von etwa 49 Kubikmetern pro Sekunde. Ein Abfluss von 42 m³/s entspricht einem statistisch hundertjährlichen Hochwasser. Ähnlich starke Überflutungen hatte es fast auf den Tag genau ein Jahr davor, am 3. Juli 2009, gegeben.

## Verkehr

### Brücken über die Glems
Im Glemstal verlaufen von alters her so gut wie keine Verkehrsachsen, was es für Naherholung und Naturschutz so wertvoll macht. Umso mehr wird das teils tief eingeschnittene Tal von Straßen und Schienen überquert:
- Bei Schwieberdingen überquert die Bundesstraße 10 die Glems auf dem Glemstalviadukt, einer 280 Meter langen Bogenbrücke.
- Wenige Kilometer weiter, bei Markgröningen, überquert die 348 Meter lange Glemstalbrücke der Eisenbahn-Schnellfahrstrecke Mannheim–Stuttgart die Glems. Die in unmittelbarer Nähe zur Bahnüberquerung liegende Überleitstelle trägt den Namen Markgröningen Glems.
- In Markgröningen und Unterriexingen finden sich noch historische Bogenbrücken aus Muschelkalksteinen.

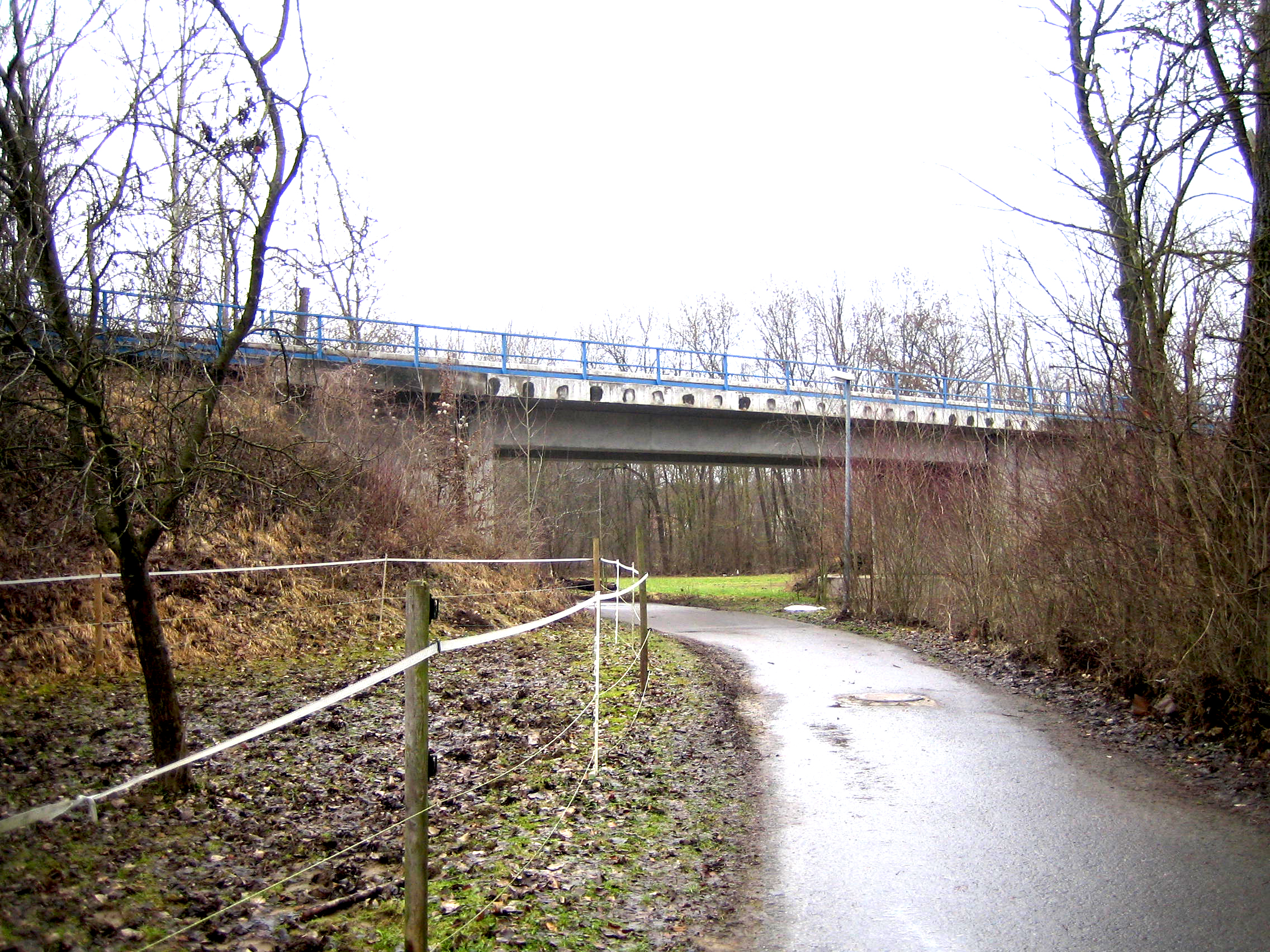
Glemsbrücke der Strohgäubahn
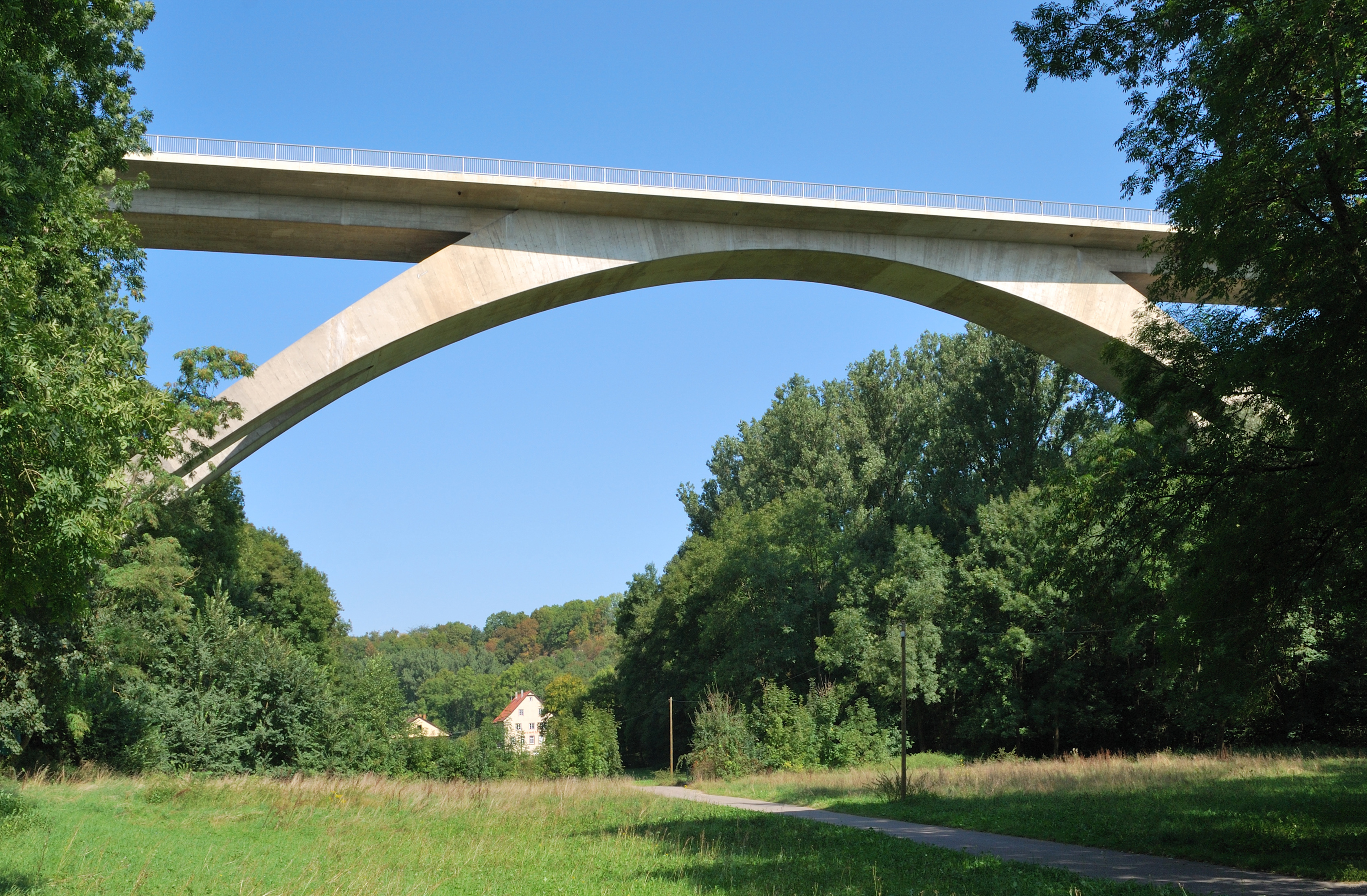
Glemstalviadukt der B10 bei Schwieberdingen
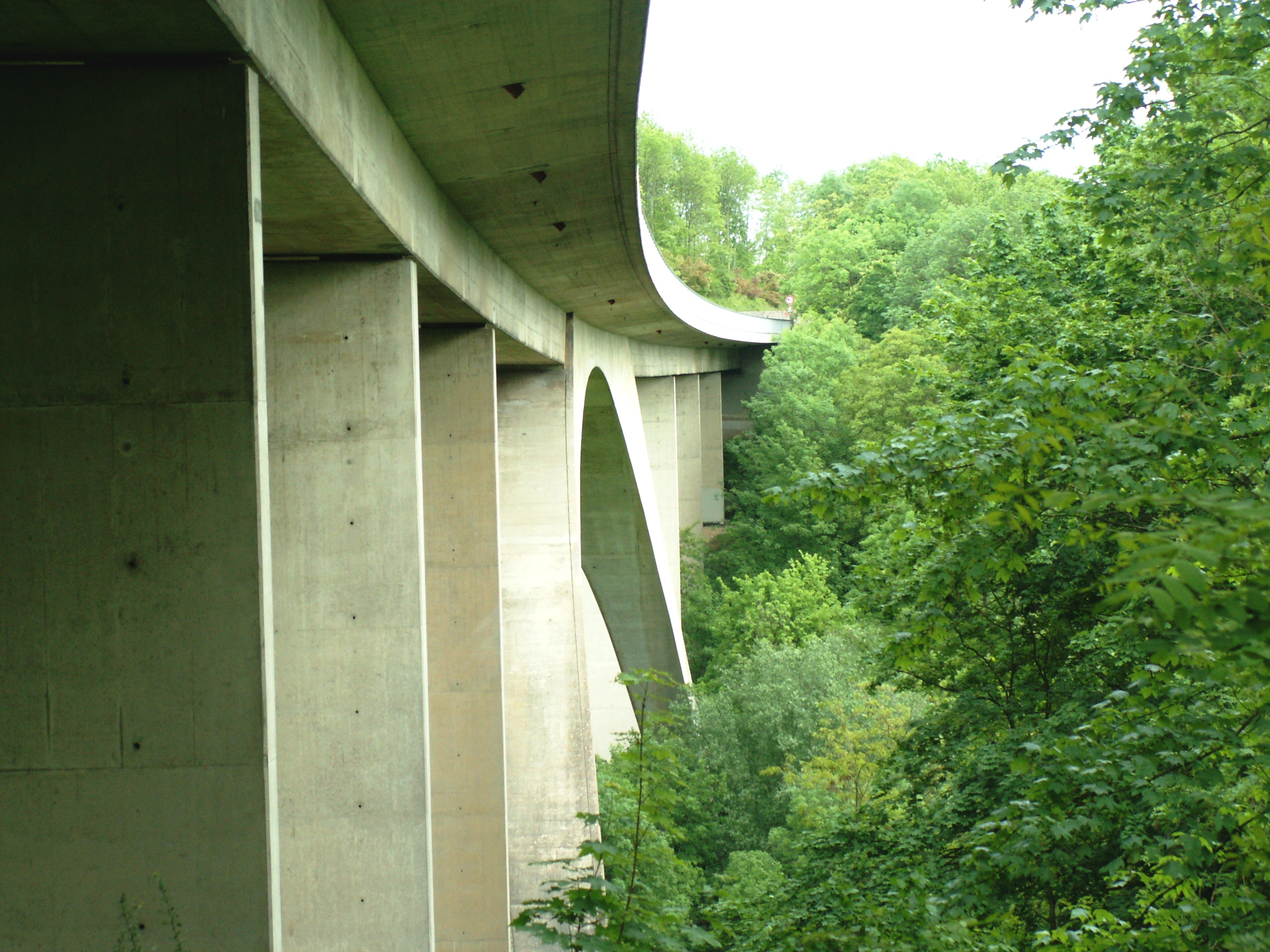
Konstruktionsdetail des Glemstalviadukts
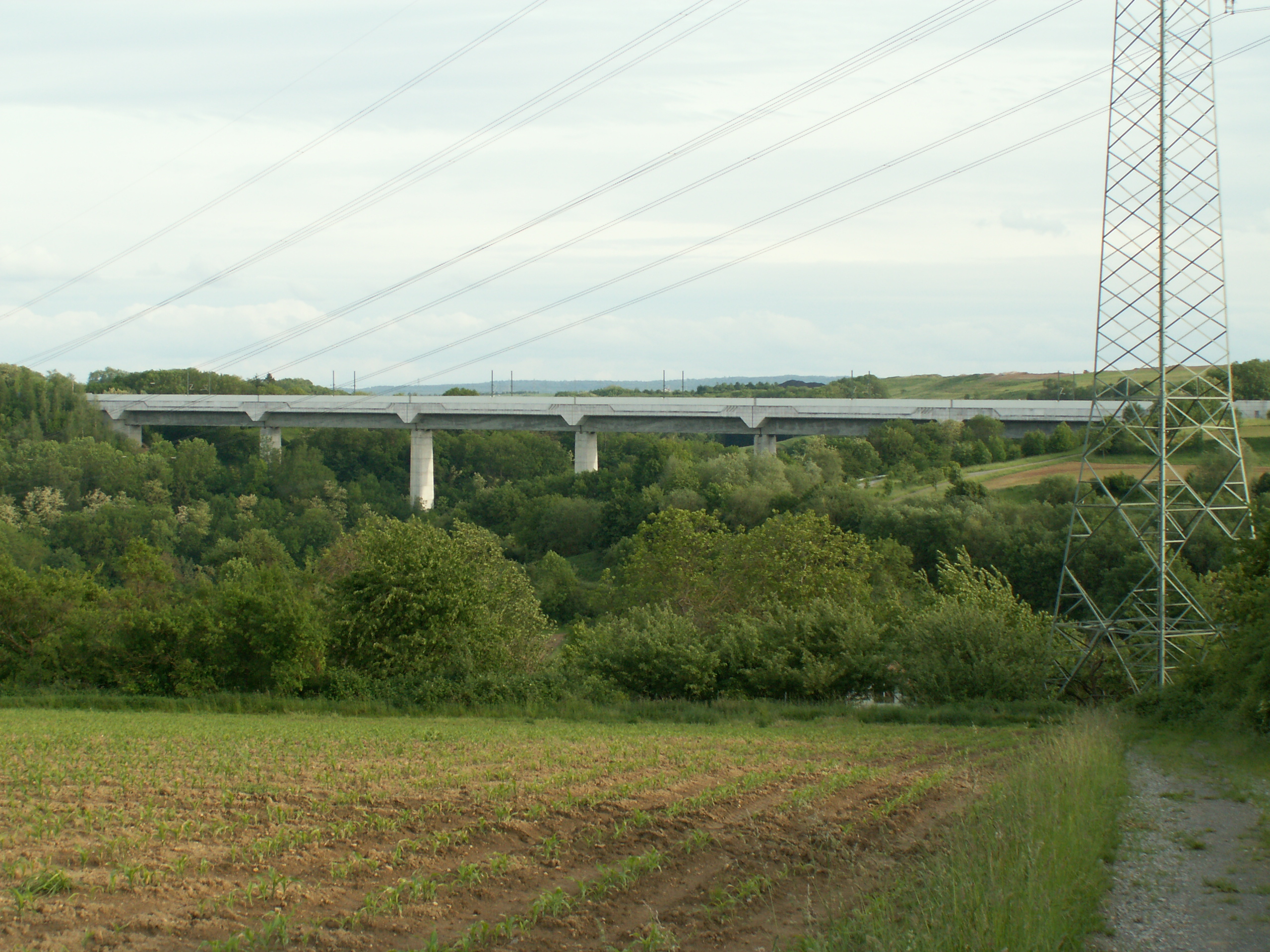
Glemstalbrücke der Schnellbahn bei Markgröningen
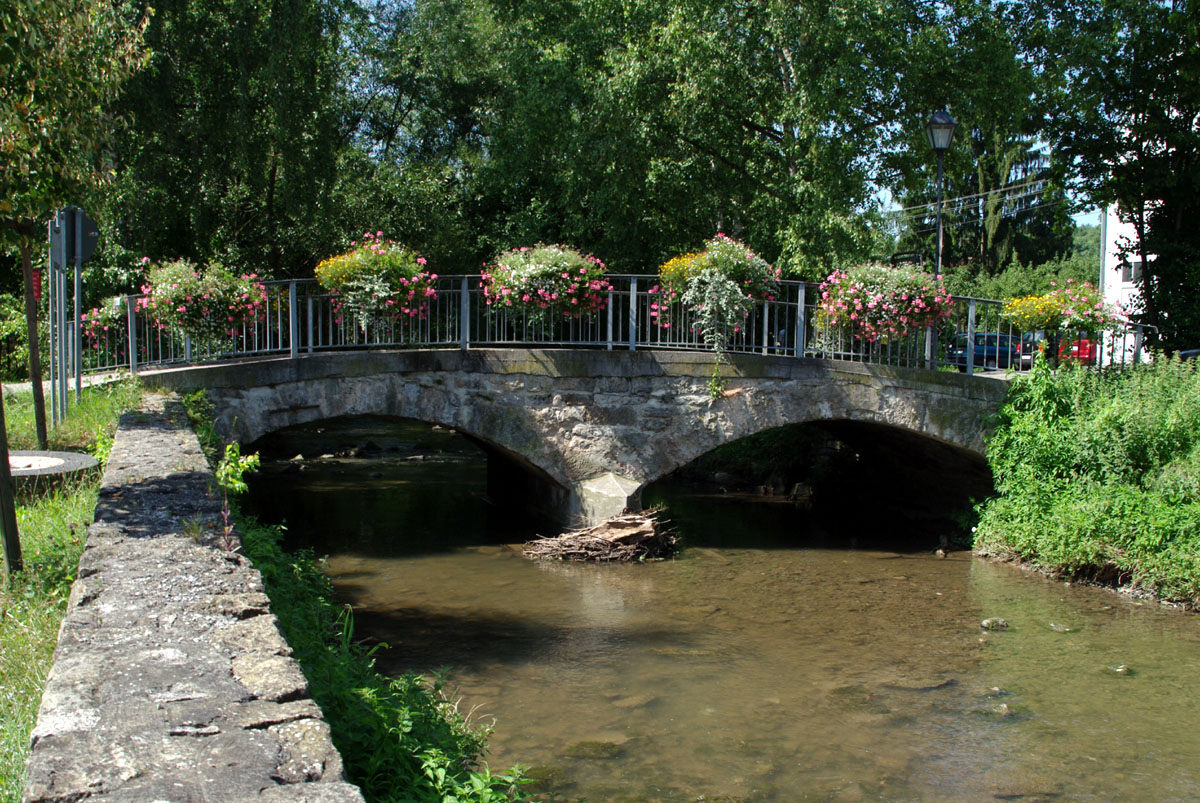
Unterriexinger Glemsbrücke

### Strohgäubahn
Auf ihrem Abschnitt zwischen Münchingen und Hemmingen folgt die Strohgäubahn ein Stück weit der Glems. Bei der Streckenplanung folgte man den natürlich vorgegebenen Tiefenlinien in der Landschaft und vermied so aufwendige Brückenkonstruktionen, indem man die Trasse über Nebentäler von den beidseits auf der Höhe gelegenen Ortschaften ins Glemstal hinabführte und längs der Talrinne verband.

## Geschichte

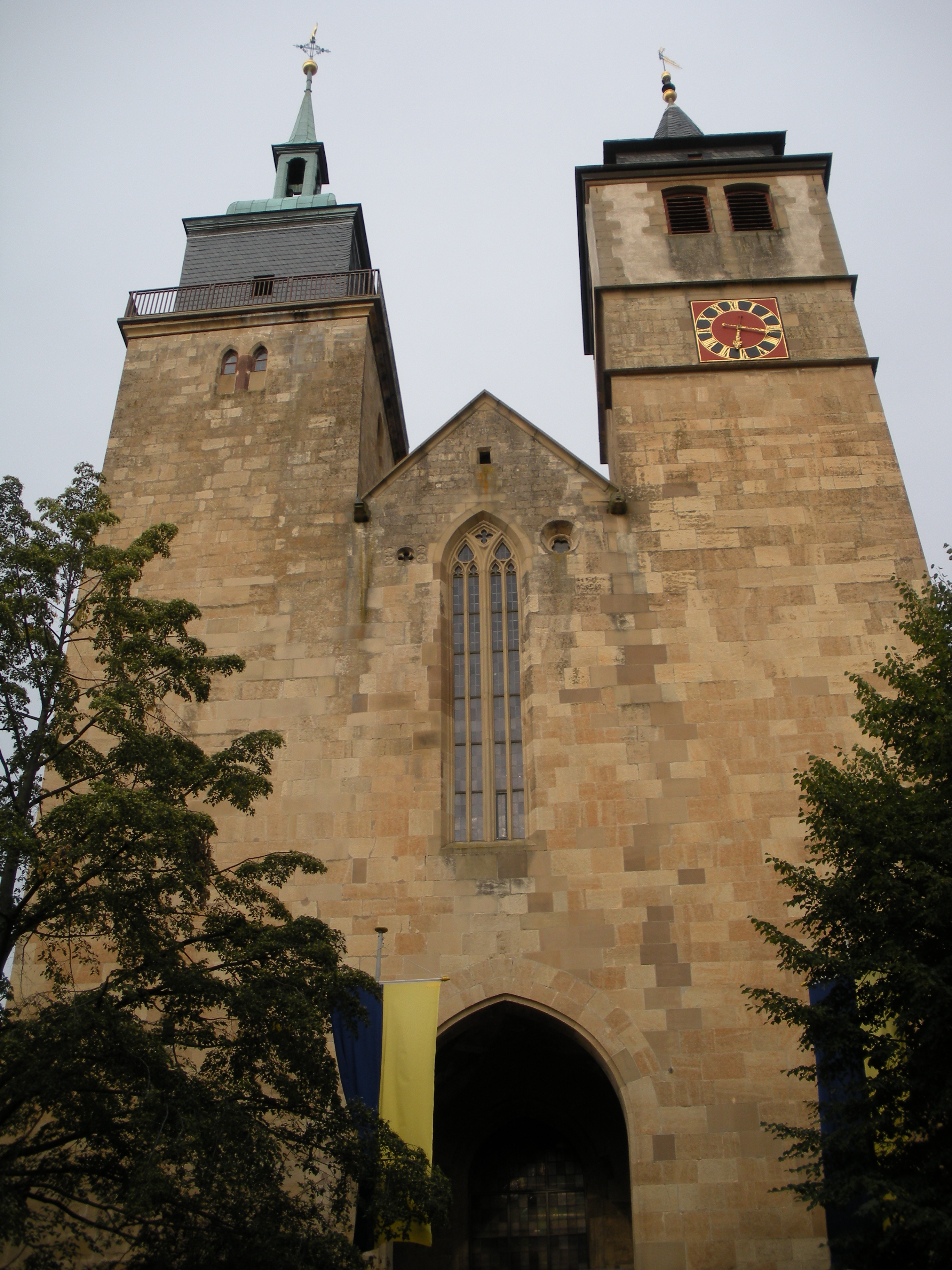
Im „Strohgäu-Dom“ in Markgröningen versammelten sich die Chorherren des Landkapitels

Der mittlere Abschnitt der Glems bildete von 496 bis 746 die Stammesgrenze zwischen Franken und Alemannen. Um 750 ließ der fränkische Hausmeier Karlmann den weitgehend mit dem Strohgäu übereinstimmenden Herrschaftsbezirk des Glemsgaus beiderseits der Glems einrichten und mit einem Gaugrafen besetzen.
Die ehemalige fränkisch-alemannische Mark trennte noch bis zur Reformation die beiden katholischen Bistümer Speyer und Konstanz, weshalb in Ditzingen beiderseits der Glems einst eine Speyrer und eine Konstanzer Kirche gebaut wurden. Die Ortskirchen links der Glems sowie Eltingen, Leonberg und das abgegangene Beisheim zählten alle zum Landkapitel Grüningen des Speyrer „Archidiakonats Trinitatis“, das nach der Reformation in einen evangelischen Kirchenbezirk unter der Leitung des Markgröninger Superintendenten umgewandelt wurde.
Der fischreiche Abschnitt bei „Canstatt“, einem abgegangenen Weiler bei der Oberen Mühle, den Graf Eberhard im Bart dem Grüninger Vogt Conrad Lyher übertragen hatte und den später der Vogt Philipp Volland als Sohn von Elisabeth Lyher beanspruchte, war als ehemalige Allmende 1514 ein Streitpunkt im Armen Konrad.

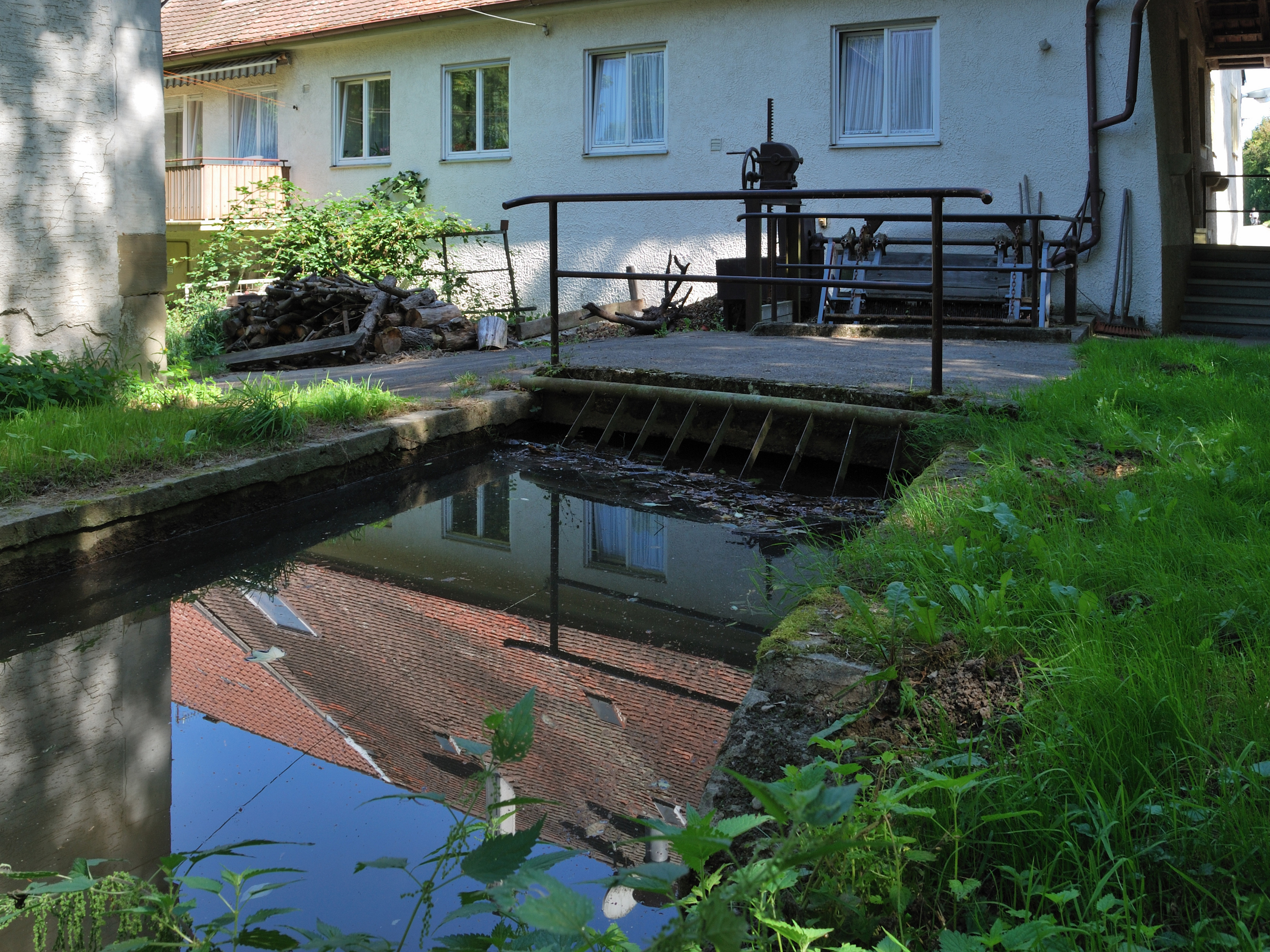
Mühlkanal der Stumpenmühle in Schwieberdingen

### Glemsmühlen
Die Glems war gesäumt von zahlreichen Mühlen. Neben Getreidemühlen wurden zeitweise Lohmühlen, Walkmühlen, Ölmühlen, Hanfreiben, Sägmühlen, eine Hammerschmiede, eine Papiermühle und eine Pulvermühle mit Wasserkraft betrieben. Der ausgeschilderte Glemsmühlen-Radwanderweg führt 40 Kilometer lang durchs Tal. An 19 berührten Mühlen informieren Tafeln über Geschichtliches und das ehedem sehr bedeutsame Müllerhandwerk.

### Sehenswürdigkeiten
Sehenswürdigkeiten der Orte entlang der Glems und abgegangene Siedlungen finden sich unter anderen in der Liste der Orte im Strohgäu.